# Teaoraereke
Teaoraereke är en ort i Kiribati.   Den ligger i örådet Tarawa och ögruppen Gilbertöarna, i den södra delen av landet, 4 km öster om huvudstaden Tarawa. Teaoraereke Village ligger 13 meter över havet och antalet invånare är 3 939.
Terrängen runt Teaoraereke Village är mycket platt.  Närmaste större samhälle är Tarawa, 3,9 km väster om Teaoraereke Village. 